# Kormakitis/Koruçam
Kormakitis (griechisch Κορμακίτης (m. sg.), türkisch Koruçam, auch Kormacit) ist ein Dorf mit etwa 195 Einwohnern im Nordwesten der Mittelmeerinsel Zypern.
Kormakitis liegt etwa in der Mitte der Nordküste der Insel; das nahegelegene Kap Kormakitis an den Westausläufern des Pentadaktylos (Beşparmak) wurde nach dem Dorf benannt. Kormakitis liegt im Landkreis Çamlıbel des Distrikts Girne der Türkischen Republik Nordzypern; nach der alten Verwaltungsgliederung der Republik Zypern ist es eine Landgemeinde (gr. kinótita κοινότητα) im Bezirk Kyrenia.
Vor der Teilung der Insel im Jahre 1974 hatte Kormakitis etwa 1000 Einwohner.
Kormakitis gilt als das Zentrum der zyprisch-maronitischen Kirche; hier befindet sich auch eine der vier maronitischen Kirchen Zyperns. Ein Teil der Bevölkerung spricht zyprisches Arabisch.

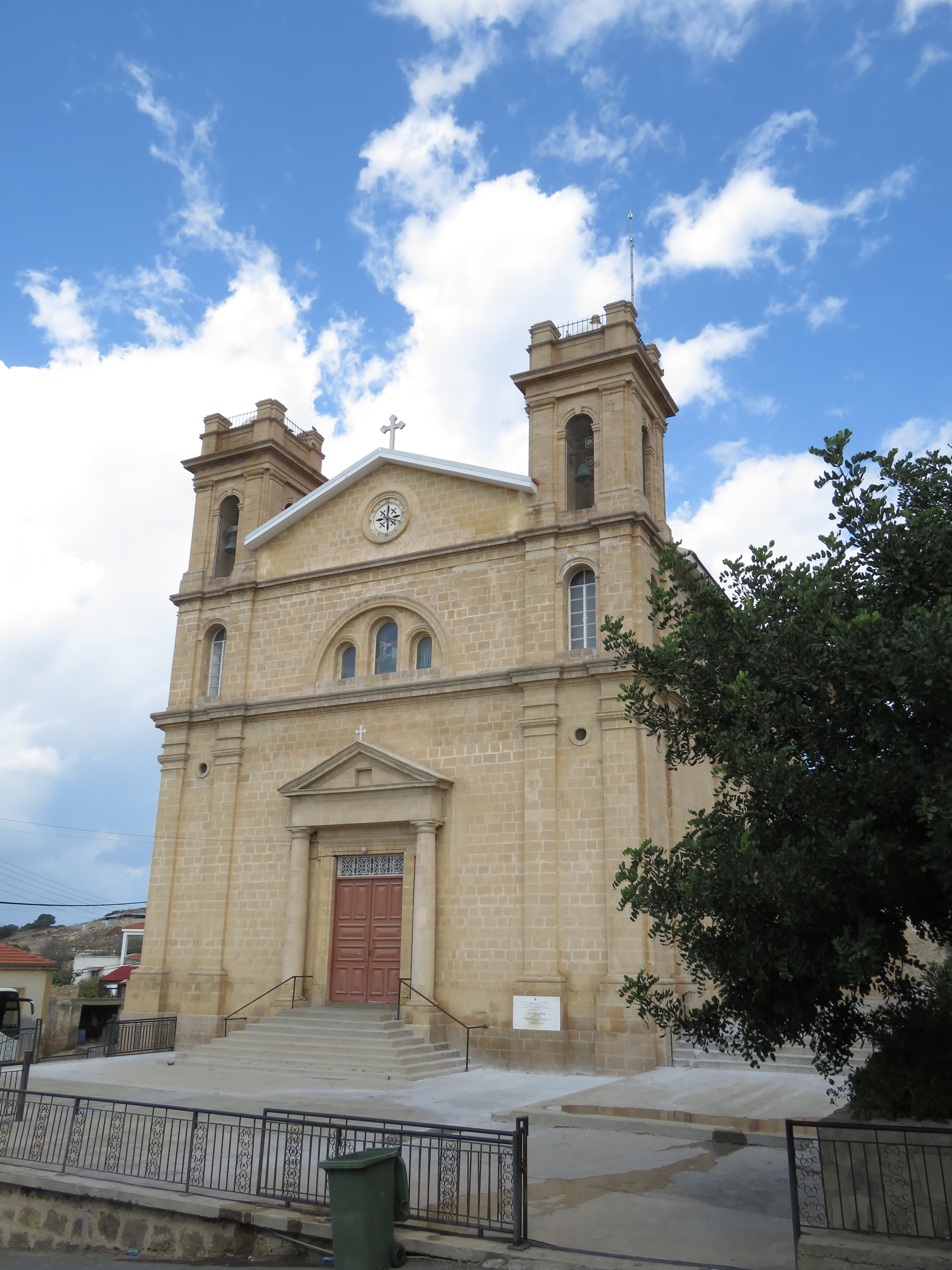
St. Georgs-Kirche
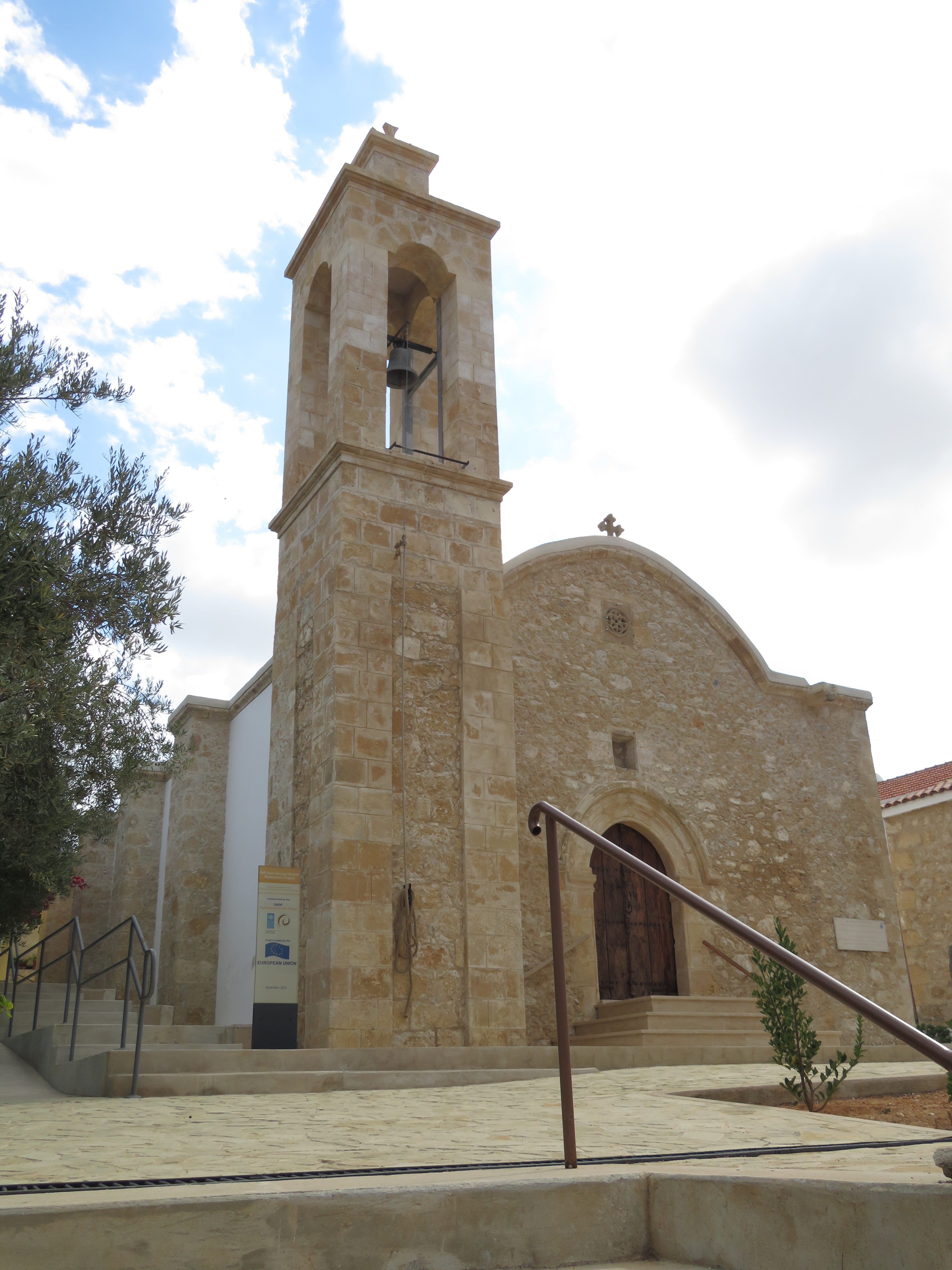
Alte St. Georgs-Kirche